# Святловская, Александра Владимировна
Алекса́ндра Влади́мировна Святло́вская (в замуж. Миллер (Мюллер), 14 [26] апреля 1855 (в некоторых источниках 1856), Петербург — 1923 (по другим источникам 1933)) — оперная певица (меццо-сопрано, контральто) и педагог. Жена певца И. И. Мюллера.

## Биография
Родилась в семье генерал-майора Владимира Викентьевича Святловского. Выпускница Смольного института.
В период с 1872 по 1876 год обучалась пению в Московской консерватории у А. Александровой-Кочетовой. Оперное пение ей преподавали Н. и А. Рубинштейны и П. И. Чайковский. Чайковский писал о ней: «Голос госпожи Святловской достаточно силен, свеж и красив. Она фразирует со вкусом, поет чисто, верно…». Чайковский посвятил певице «Колыбельную песню», также предложил ей премьерное исполнение его романса «Вечер» op. 27 № 4, 17 дек. 1876 в Москве.
Восемь лет прослужила на московской императорской сцене, исполняя главные контральтовые партии. В период 1875—87 была солисткой Большого театра. Дебют в партиях Вани — «Жизнь за царя» М. Глинки и партии Рогнеды — «Рогнеда». В дальнейшие годы гастролировала в Лейпциге, Берлине, Веймаре, Вене, Праге, Париже и несколько лет пела в Лондоне (1890-е гг.).
Святловская обладала ровным, сильным и красивым голосом, обладая широким диапазоном (две с половиной октавы). Критика отмечала её художественный вкус и сценическое дарование.
С 1885 по 1887 выступала с сольными концертами в Киеве в Зале Дворянского собрания. В 1898 принимала участие в концерте украинской музыки в Москве. С большим мастерством исполняла украинские народные песни.
В 1899—1901 давала ежегодные концерты в Малом зале московского Благородного собрания, гастролировала с концертами по России. Исполняла сольные партии в кантатах И. С. Баха, «Stabat mater» Дж. Перголези (1876), оратории «Легенда о св. Елизавете» Ф. Листа (1883), кантате «Москва» П. Чайковского, 9-й симфонии Л. Бетховена (в Москве — 1876, 1884, 1886, в Петербурге— 1885), в «Странствии Розы» Р. Шумана (1886).
В камерном репертуаре певицы были произведения Дж. Перголези, Г. Генделя. Дж. Россини, Ф. Шуберта, Р. Шумана. Ш. Гуно, К. Сен-Санса, М. Глинки, М. Мусоргского, А. Бородина, М. Балакирева, A. Рубинштейна, П. Чайковского (композитор посвятил С. «Колыбельную песню»), С Рахманинова, Г. Конюса.
В 1904 году организовала собственную оперную труппу в Москве.
Начиная с 1913 года, вела в Москве педагогическую работу, являясь одним из лучших педагогов по вокалу в России. Среди её учениц — Наумова, Юхова-Семенова, Е. Яновская.
Будучи широко образованным человеком, она вела переписку с Н. Римским-Корсаковым, B. Сафоновым, Е. Лавровской, Э. Направником, А. Гречаниновым, А. Корещенко, М. Ермоловой.
Первая исполнительница партий: Эсфири («Уриель Акоста»), Солохи («Черевички»), Катерины («Тарас Бульба» В. Кашперова); в Харькове — Варвары («Гроза»); в Большом театре — Ангела («Демон» А. Рубинштейна), Ксении («Нижегородцы»), Маддалены («Риголетто»; на русском языке).
Выступала на английской сцене — Няни («Евгений Онегин», 5 марта 1892, Лондон, т-р «New-Olimpic»).
Другие партии: Ратмир («Руслан и Людмила»), Княгиня («Русалка» А. Даргомыжского), Груня («Вражья сила»), Любовь («Мазепа» П. Чайковского), Ольга («Евгений Онегин»); Зибель, Паж Урбан, Нэнси.
Партнёры: И. Б. Байц, А. И. Барцал, И. Е. Белявский, П. И. Богатырёв, П. Б. Борисов, Р. В. Василевский, А. Н. Верни, О. Л. Данильченко, А. М. Додонов, Л. Д. Донской, Е. П. Кадмина, М. Н. Климентова, Б. Б. Корсов, А. П. Крутикова, И. В. Матчинский, В. С. Стрелецкий, Д. А. Усатов, О. Р. Фюрер, П. А. Хохлов, Ю. И. Шакулло.
Пела под управлением У. И. Авранека, И. К. Альтани, Э. М. Бевиньяни, Э. Ф. Направника, П. Чайковского.
Архив Александры Святловской сохранился и находится в ГДМЧ (Государственный Дом-музей П. И. Чайковского в Клину), фонд № 46.